# Baroka Football Club
Il Baroka Football Club è una società calcistica con sede nella città di Polokwane, in Sudafrica. Milita nella National First Division, la seconda serie del campionato sudafricano.

## Palmarès

### Competizioni nazionali
- Coppa di Lega sudafricana: 1

2018
- National First Division: 1

2015-2016
- Second Division: 1

2012-2013

### Altri piazzamenti
- Coppa del Sudafrica:

Semifinalista: 2010-2011, 2015-2016
- National First Division:

Terzo posto: 2023-2024

## Organico

### Rosa 2020-2021
| N. |                      | Ruolo | Calciatore         |
| -- | -------------------- | ----- | ------------------ |
| 1  | Zimbabwe (bandiera)  | P     | Elvis Chipezeze    |
| 2  | Sudafrica (bandiera) | P     | Mashweu Mphahlele  |
| 3  | Namibia (bandiera)   | P     | Ananias Gebhardt   |
| 5  | Sudafrica (bandiera) | P     | Bonginkosi Makume  |
|    | Sudafrica (bandiera) | D     | Mzwanele Mahashe   |
|    | Sudafrica (bandiera) | D     | Tumalo Mogale      |
|    | Sudafrica (bandiera) | D     | Ndivhuwo Ravhuhali |
|    | Sudafrica (bandiera) | D     | Shaku Dineo        |
|    | Sudafrica (bandiera) | D     | Collins Makgaka    |
|    | Sudafrica (bandiera) | D     | Richard Matloga    |
|    | Sudafrica (bandiera) | D     | Mathari Mothupa    |
|    | Sudafrica (bandiera) | D     | Sepana Letsoalo    |
|    | Sudafrica (bandiera) | D     | Ignitious Kgobadi  |
|    | Sudafrica (bandiera) | D     | Mashidi Mokobane   |
|    | Sudafrica (bandiera) | D     | Percyvell Nkabinde |
|    | Sudafrica (bandiera) | C     | Ayanda Jwara       |
|    | Sudafrica (bandiera) | C     | James Bell         |

| N. |                      | Ruolo | Calciatore                |
| -- | -------------------- | ----- | ------------------------- |
|    | Sudafrica (bandiera) | C     | Tshepiso Lietsisa         |
|    | Sudafrica (bandiera) | C     | Lesedi Mapheto            |
|    | Sudafrica (bandiera) | C     | Sipho Moeti               |
|    | Sudafrica (bandiera) | C     | Rethabile Soso            |
|    | Zimbabwe (bandiera)  | C     | Marshall Munetsi          |
|    | Sudafrica (bandiera) | C     | Loyiso Simandla           |
|    | Uganda (bandiera)    | C     | Khalid Aucho              |
|    | Sudafrica (bandiera) | C     | Lucky Mothwa              |
|    | Sudafrica (bandiera) | C     | Kenoshi Motshegwa         |
|    | Sudafrica (bandiera) | C     | Khunadi Nkoana            |
|    | Sudafrica (bandiera) | C     | Tsepo Matete              |
|    | Sudafrica (bandiera) | C     | Siphelele Mndeni Zikalala |
|    | Uganda (bandiera)    | A     | Geoffrey Massa            |
|    | Sudafrica (bandiera) | A     | Mfundhisi Chauke          |
|    | Zimbabwe (bandiera)  | A     | Cleopas Dube              |
|    | Sudafrica (bandiera) | A     | Siphiwe Gwala             |
|    | Sudafrica (bandiera) | A     | Siphamandla Sangweni      |